# Estlands ambassad i Stockholm
Estlands ambassad i Stockholm (även Estniska ambassaden) är Estlands diplomatiska representation i Sverige. Ambassadör sedan 2022 är Toomas Lukk. Diplomatkoden på beskickningens bilar är ED.

## Historik och fastigheter
Estland har haft diplomatisk representation i Stockholm sedan slutet av första världskriget. Fram till avbrottet i de diplomatiska förbindelserna år 1940 hyrde den estniska legationen våningar på flera olika adresser på Östermalm i Stockholms innerstad; Riddargatan 76 (1921–23), Grevgatan 9 (1927–28) och Sturegatan 16 (1929–40). Under 1930-talet började den estniska staten undersöka lämpliga fastigheter för inköp i området. Inget beslut om lämpligt objekt hann fattas före augusti 1940, när de diplomatiska relationerna avbröts på grund av Sovjetunionens annektering av Estland.
De diplomatiska förbindelserna mellan Estland och Sverige återupptogs hösten 1991 efter det att Estland återerkänts. Ambassaden var belägen på Rådmansgatan 18 (1991–92) och Storgatan 38 (1992–98) innan den nuvarande adressen på Tyrgatan 3/3A.
I januari 1997 förvärvade estniska utrikesdepartementet fastigheten Tofslärkan 14 med adress Tyrgatan 3/3A i Lärkstaden, där Albanien tidigare hade sin ambassad mellan 1973 och 1991. Efter en omfattande ombyggnad öppnades dörrarna till estniska ambassaden med en officiell invigning den 17 juni 1998. Byggnaden restes ursprungligen som ett enfamiljshus mellan åren 1910–1912 enligt arkitekten Nils Lovéns ritningar.

## Beskickningschefer[8]
| Namn           | Period    | Funktion   |
| -------------- | --------- | ---------- |
| Margus Laidre  | 1991–1996 | Ambassadör |
| Andres Unga    | 1996–2000 | Ambassadör |
| Toomas Tiivel  | 2000–2004 | Ambassadör |
| Jüri Kahn      | 2004–2006 | Ambassadör |
| Alar Streimann | 2006–2011 | Ambassadör |
| Jaak Jõerüüt   | 2011–2015 | Ambassadör |
| Merle Pajula   | 2015–2019 | Ambassadör |
| Margus Kolga   | 2019-2022 | Ambassadör |
| Toomas Lukk    | 2022-     | Ambassadör |